# Aguilar de la Frontera
Aguilar de la Frontera és una localitat de la província de Còrdova, Andalusia, Espanya.

## Història
És l'antiga Ipagrum ibero-romana, involucrada en la batalla de Munda, que va enfrontar als partidaris de Cèsar amb els de Pompeu. Precisament d'aquest període són les seves restes més antigues, una necròpoli de grans dimensions. Sobre l'etimologia del nom existeixen diferents versions. Per a uns, Ipagrum significaria "camp alt", mentre que uns altres opinen que l'origen és turdetà-grec, provenint el nom del grec hippos, cavall. Actualment existeix en el terme d'Aguilar un lloc denominat Llano de lso Caballos.
La conquesta musulmana de la ciutat va fer que passés llavors a denominar-se Bulay o Poley, potser derivant del grec. La derrota, el 5 d'abril de l'any 891, dels seus pobladors cristians i de les tropes rebels enfront de les tropes de l'emir Abdallah, va fer que la població passés a pertànyer a la cora de Cabra. Algun temps més tard, en el segle xi, Poley va ser inclosa en el regne zirí de Granada. El nom actual d'Aguilar li va ser donat després de la conquesta cristiana. Va ser el monarca Ferran III El Sant qui la va guanyar per a Castella el 1240. El primer governador cristià va ser un portuguès procedent d'una família toledana, Gonzalo Yáñez Dovinal o de Ovinal. Ja amb Alfons X és quan la població passa a denominar-se Aguilar, nom de la família de la mare de Gonzalo, compensant així a aquest el monarca per la prestació d'alguns serveis. Finalment, el qualificatiu "de la frontera" li ve donat per la seva proximitat a la frontera granadina durant la baixa edat mitjana.
Després de les guerres civils castellanes, que enfronten Pere I i Enric II, la vila passa a pertànyer a Gonzalo Fernández de Còrdova. Els segles xvii i xviii representen una etapa de decadència i crisi per a la localitat, a causa del fort descens poblacional ocasionat per les epidèmies. Ja en el segle xx, la repressió política que va afectar Espanya després de la victòria de les tropes de Franco va implicar de ple a Aguilar, molts dels ciutadans dels quals van resultar afectats.

## Demografia
| 1996   | 1998   | 1999   | 2000   | 2001   | 2002   | 2003   | 2004   | 2005   | 2006   | 2007   | 2008   |
| ------ | ------ | ------ | ------ | ------ | ------ | ------ | ------ | ------ | ------ | ------ | ------ |
| 13.334 | 13.397 | 13.416 | 13.393 | 13.435 | 13.508 | 13.546 | 13.522 | 13.589 | 14.000 | 14.152 | 14.308 |